# Nílton Santos
Nílton Reis dos Santos (ur. 16 maja 1925 w Rio de Janeiro, zm. 27 listopada 2013 tamże) – brazylijski piłkarz, grający na pozycji obrońcy.
Nílton Santos był nazywany Encyclopedia z powodu wielkiej wiedzy o futbolu. Był czołową postacią w obronie reprezentacji Brazylii podczas mistrzostw świata w Szwajcarii w 1954, mistrzostw świata w Szwecji w 1958 oraz mistrzostw świata w Chile w 1962 (był także w kadrze Brazylii na mistrzostwach świata w Brazylii w 1950, ale nie rozegrał tam meczu). Zasłynął strzeleniem gola na MŚ w 1958, kiedy to Brazylia grała z Austrią. Nim oddał strzał przebiegł wówczas z piłką całe boisko mijając Austriaków. Przez całą piłkarską karierę związany z jednym klubem – Botafogo FR. W narodowej drużynie Canarinhos rozegrał 75 meczów strzelając 3 bramki.